# Незавалкојотл (град)
Незавалкојотл (шп. Nezahualcóyotl) је град у Мексику у савезној држави Мексико. Према процени из 2005. у граду је живело 1.136.300 становника.

## Становништво
Према подацима са пописа становништва из 2010. године, град је имао 1.104.585 становника.
| 1990.     | 1995.     | 2000.     | 2005.     | 2010.     |
| --------- | --------- | --------- | --------- | --------- |
| 1.255.456 | 1.233.681 | 1.225.083 | 1.136.300 | 1.104.585 |